# Chlamydiae

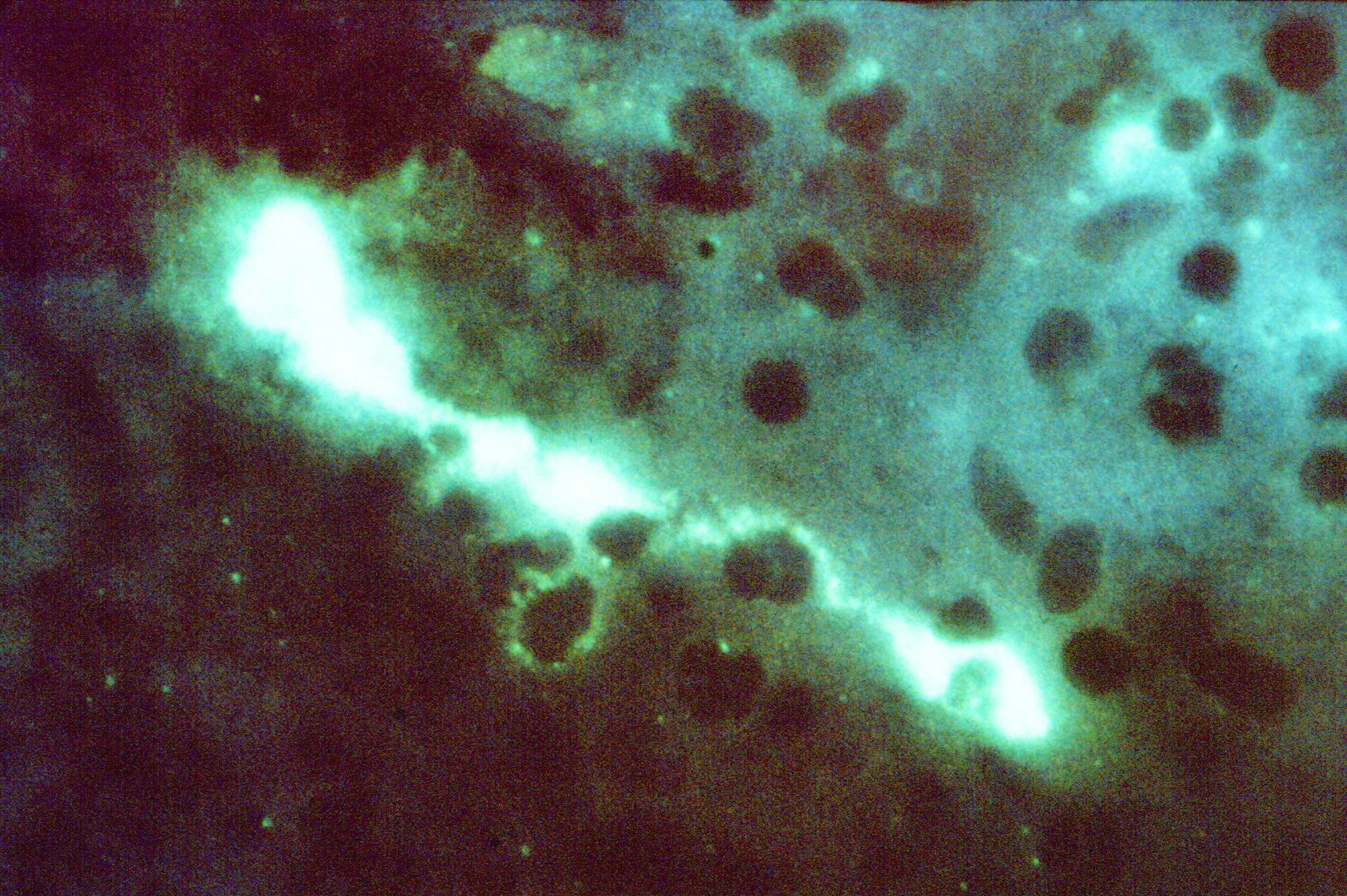
Chlamydophila psittaci

Chlamidiae is een stam en een klasse in het rijk der bacteriën. Tot de Chlamydiae behoort de orde Chlamydiales. Alle soorten kunnen alleen voortbestaan in een eukaryotische gastheercel die zij parasiteren of waarmee zij in symbiose leven.
Tot de Chlamidae behoren onder andere:
Orde: Chlamydiales
Familie: Chlamydiaceae
Geslacht: Chlamydia
Soorten:
Chlamydia trachomatis
Chlamydia suis
Chlamydia muridarum
Geslacht:Chlamydophila
Soorten:
Chlamydophila abortus
Chlamydophila caviae
Chlamydophila felis
Chlamydophila pecorum
Chlamydophila pneumoniae
Chlamydophila psittaci
Familie: Parachlamydiaceae
Geslachten: Parachlamydia - Neochlamydia - Protochlamydia
Familie: Simkaniaceae
Geslachten: Simkania - Fritschea
Familie: Waddliaceae
Geslacht: Waddlia
Familie: Rhabdochlamydiaceae
Geslacht: Rhabdochlamydia